# Consorzio ACAC
La AVIC I Commercial Aircraft Company (consorzio ACAC) è una sussidiaria della Aviation Industries of China I (AVIC I), formata nell'ottobre 2002 da varie industrie aeronautiche cinesi; il consorzio nasce nel 1998  per la produzione di velivoli civili, anche se le aziende che compongono sono impegnate principalmente nel settore della difesa. L'obiettivo originario era la costruzione di un aviogetto civile per collegamenti regionali nella classe dei 70 posti, da essere costruito in due versioni da 56 e 76 posti. L'azienda nata come compagnia a responsabilità limitata ha costruito un centro servizi da 18000 m² a Shanghai di cui si prospettava il completamento nel giugno 2007. È in progetto un altro centro tecnico da 54 000 m² a Zizhou nel parco industriale.
Le aziende coinvolte nel programma sono:
- Shanghai Aircraft Research Institute
- Xian Aircraft Design and Research Institute
- Chengdu Aircraft Industry Group
- Shanghai Aircraft Company
- Shenyang Aircraft Corporation
- Xian Aircraft Company

Nel 2009 diventa parte di Commercial Aircraft Corporation of China (Comac).

## Prodotti
- La joint venture ha sviluppato il jet di collegamento regionale ARJ21.